# Smith & Wesson M&P

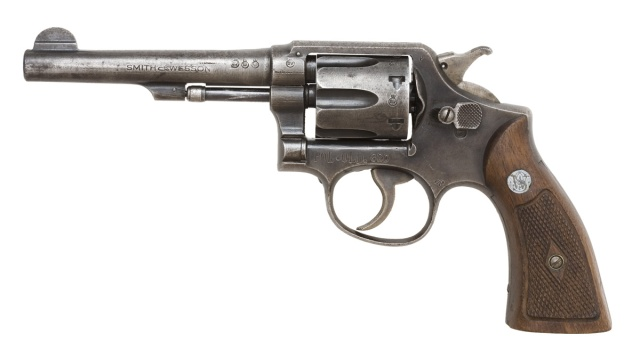
Le M10 (ici un « Victory » de l'US Navy) : le 1er et le plus vendu. Il s'agit d'un calibre .38/200 (.38 S&W).

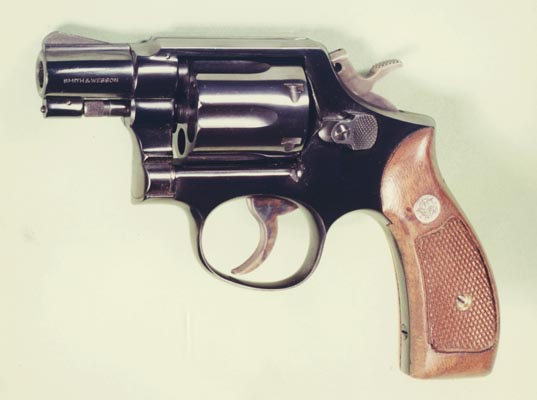
Le S&W M10 avec canon de 5 cm, crosse en bois et finition bronzée en service au sein des brigades criminelles du NYPD.

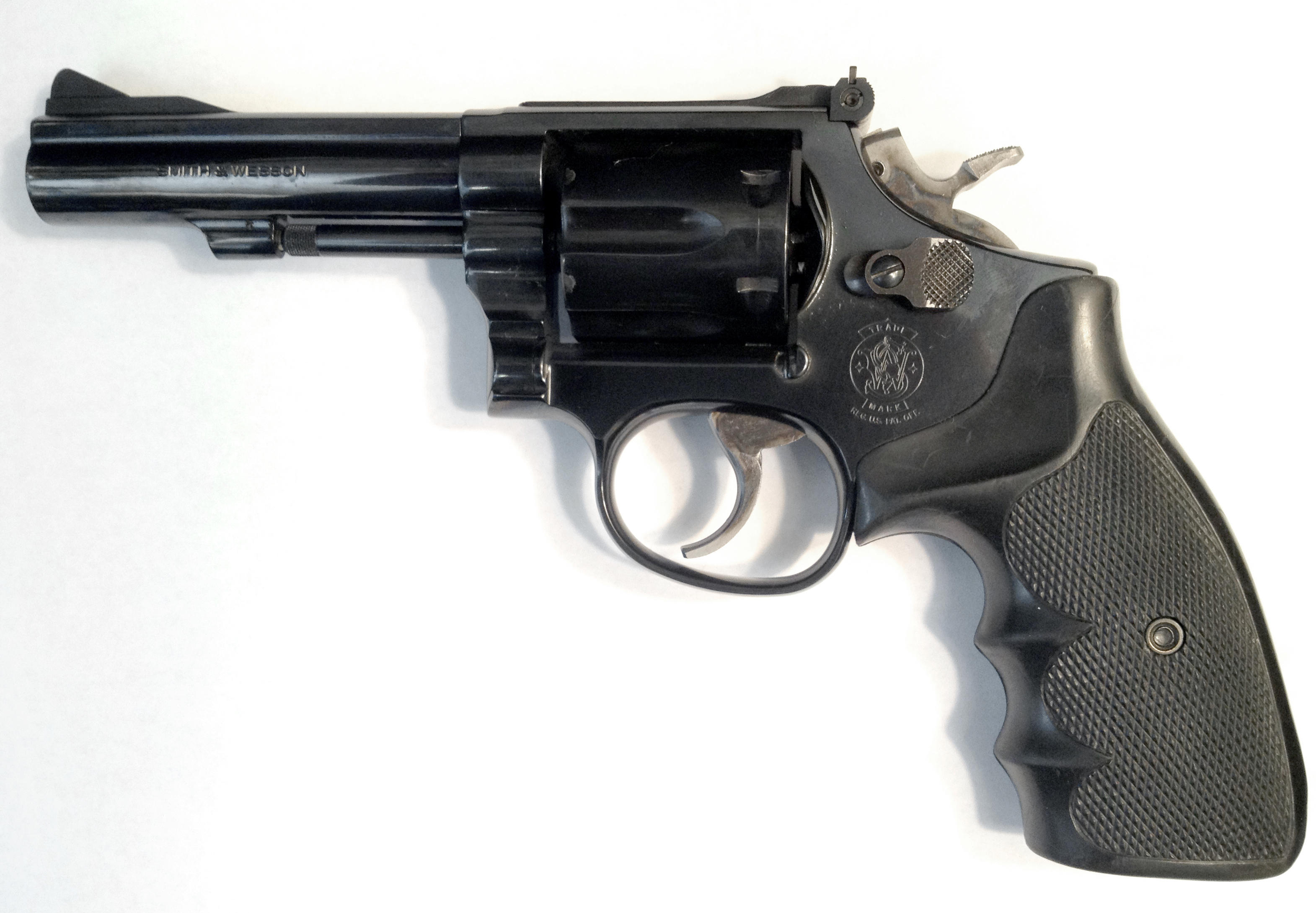
Le M15 du LAPD et de USMC : un M10 à hausse réglable.

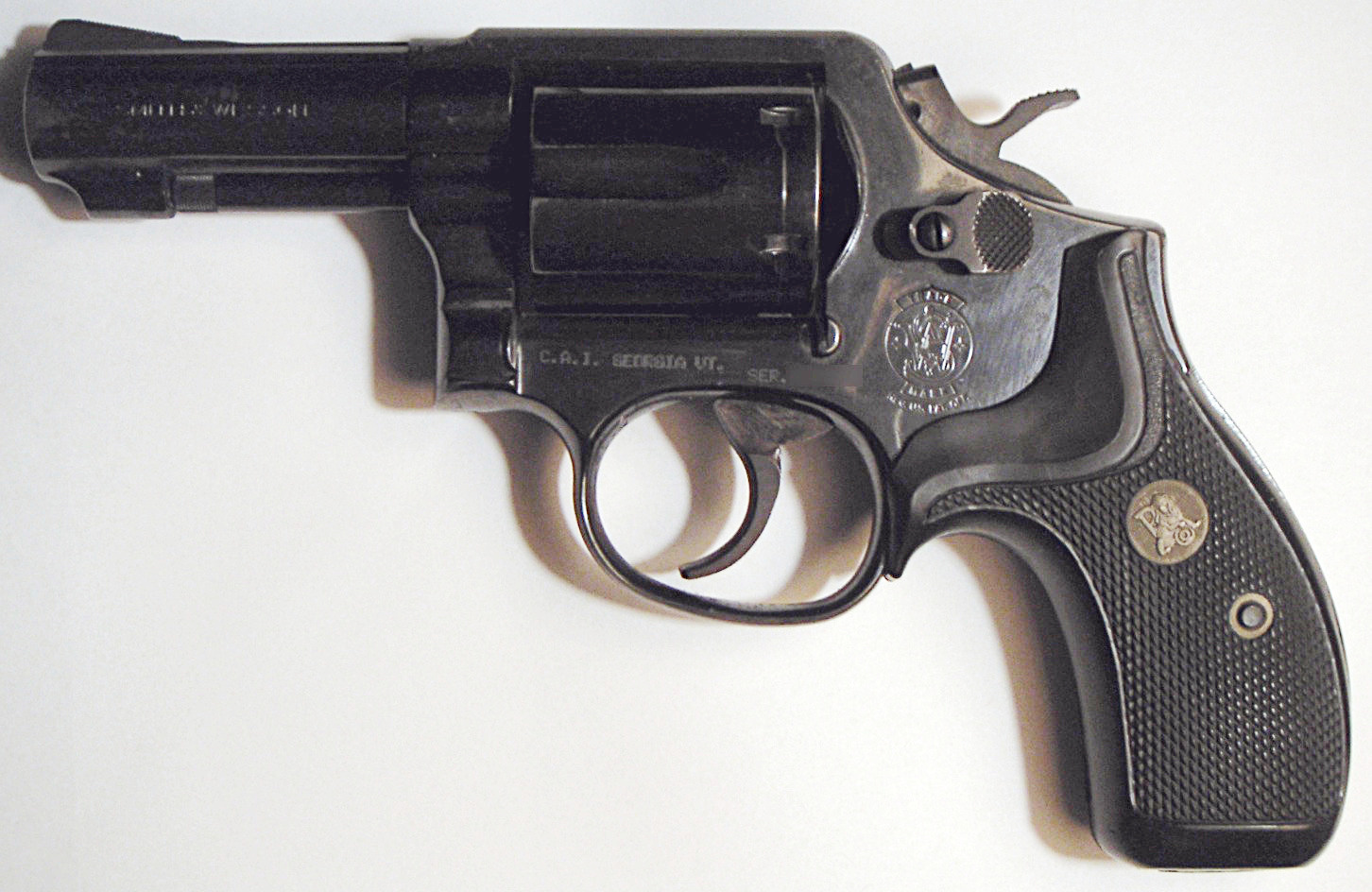
Le M13 du FBI : un M10 en .357 Magnum.

Le Smith & Wesson Military & Police, également dénommé Smith & Wesson .38 Hand Ejector Model of 1905, est un revolver de calibre .38 Special à six coups apparu en 1905, qui fut à partir de 1957 renommé Model 10. Le Model 10 est le premier revolver S&W à carcasse moyenne type "K". La production de ses multiples versions totalise plus de six millions d'armes, ce qui en fait l'arme de poing la plus produite du XXe siècle. Celles-ci ont armé de nombreux policiers civils et militaires.

## Histoire
Smith & Wesson M&P est l'héritier direct des Smith & Wesson .38 Hand Ejector Model of 1899 en .38 Long Colt adoptés en petit nombre par l'US Army. Ce fut la Guerre américano-philippine qui provoqua l'adoption du .38 Special.

## Aspect technique
- Type : Revolver à carcasse fermée et barillet basculant à 6 coups.
- Mécanisme : Percussion centrale. Simple et double action avec chien externe
- Visée : fixe ou réglable
- Crosse : carrée ou arrondie. Plaquette en ébonite ou bois.

## Évolution des modèles S&W Military and Police
Entre 1899 et 2005, ce revolver très populaire fut décliné dans trois calibres différents.

### Versions militaires en.38 Specialet.38/200
- Mod. 11 : chambré en .38/200 pour armer la British Army et les Forces armées canadiennes sous le nom de S&W British Service. En production de 1936 à 1965.
- S&W Victory, datant de la Seconde Guerre mondiale, c'est une version militaire du M&P avec une finition parkérisée, des plaquettes de crosse lisses en bois et un anneau à dragonne. Produit pour l'US Navy et l'US Air Force en .38 Super avec un canon de 10 ou 15 cm. Une version à canon très court fut livrée au Département de la Justice des États-Unis.
- Mod.12 : version à carcasse en alliage léger. Canon de 5 et 10 cm
- Mod. 15 : Version à guidon sur rampe et hausse micrométrique réglable. Fut en service dans l'US Air Force et le Los Angeles Police Department. Les US Marines en usèrent aussi en Corée (1950-1953).  Canon de 5,10 ou 15 cm.
- Mod. 64 : Version en acier inox du Modèle 10. Canon de 5.7.6 ou 10 cm. La version 64 NY fonctionnant en DAO fut en service au sein du NYPD dans les années 1970 et 1980.
- Mod. 67 : Version en acier inox du Modèle 15. Canon de 10 cm.

### Versions pour l'entrainement et le tir sportif
- Mod. 14 : Version sport du M15 avec canon de 15 cm. Fut adopté par la Gendarmerie royale du Canada
- Mod. 17 : Version en .22 LR du M14
- Mod. 18 : version d'entraînement du M15 (calibre .22 LR)

### Versions en .357 Magnum
- Mod. 13 : Modèle 10 HB chambré en .357 Magnum. Canon de 7,62 ou 10 cm. Acier au carbone. Finition bronzée. Le M13 fut en service au FBI
- Mod. 65 : Mod. 13 fabriqué en acier inoxydable.
- Mod. 65 LS : identique mais canon de 7,6 cm seulement avec carénage de tige éjectrice et plaquette de crosse en bois de rose.

## Données numériques
| Modèle                  | Munition  | Longueur                  | Canon          | Masse             | Barillet     |
| ----------------------- | --------- | ------------------------- | -------------- | ----------------- | ------------ |
| Mle 10                  | .38 Spl   | 17,46-20,20-23,65-28,5 cm | 5-7,5-10-15 cm | 804-850-861-925 g | 6 cartouches |
| Mle 10 HB               | .38 Spl   | 23,65 cm                  | 10 cm          | 961 g             | 6 cartouches |
| Mle Victory             | .38 Super | 23,65 cm                  | 5–10 cm        | 804-850 g         | 6 cartouches |
| .38-200 British Service | .38-200   | 25,7 cm                   | 12,7 cm        | 880 g             | 6 cartouches |
| Mle 12                  | .38 Spl   | 18,5-23,5 cm              | 5–10 cm        | 520-565 g         | 6 cartouches |
| Mle 13                  | .357 Mag  | 20,24-23,65 cm            | 7,62-10,2 cm   | 890-976 g         | 6 cartouches |
| Mle 14                  | .38 Spl   | 28,25 cm                  | 15,24 cm       | 1092 g            | 6 cartouches |
| Mle 15                  | .38 Spl   | 23,65 cm                  | 5-10 – 15 cm   | 918 g             | 6 cartouches |
| Mle 64                  | .38 Spl   | 17,4-20,2-23,7 cm         | 5-7,6–10 cm    | 793-864-950 g     | 6 cartouches |
| Mle 65                  | .357 Mag  | 20,2-23,5 cm              | 7,6–10 cm      | 878-976 g         | 6 cartouches |
| Mle 65 Lady Smith       | .357 Mag  | 20,2                      | 7,6 cm         | 890 g             | 6 cartouches |

## Un grand classique de l'arme de service aux États-Unis
Le S&W Military and Police et ses variantes en .38 Special, adoptées par l'ensemble des Forces armées des États-Unis, ont connu la Seconde Guerre mondiale, la guerre de Corée et la guerre du Viêt Nam.
Comme arme de police, les M10, M12, M13, M15, M64 et M65 firent notamment partie de l'armement des policiers des :
- Los Angeles Police Department ;
- United States Secret Service ;
- New York City Police Department ;
- Metropolitan Police Department of the District of Columbia ;
- Los Angeles County Sheriff's Department ;
- Federal Bureau of Investigation qui utilisa à lui seul des revolvers S&W Model 10, S&W Model 12, S&W Model 13 mais aussi des S&W Model 60, S&W 49/649, S&W Model 27, S&W Model 19/66 et enfin S&W Model 686.

## Des revolvers Smith and Wesson M&P en France
Durant la Grande Guerre, les combattants français utilisaient des copies basques du S&W M&P en 8 mm 92 français ; ces versions en 8 mm reprenant du service chez les FFI ensuite.
La Police nationale utilisa des M10 mais aussi les M12 (version à canon de 7,6 cm munie d'une sûreté manuelle sur la face droite de l'arme) et M13 (usage limité aux gardes du corps des Voyages officiels).
L'Office national des forêts utilise le M10 en .38 Special et le M13 en .357 Magnum.

## Diffusion comme armes de police à l'exportation
Comme arme de police, les M10, M12 et M15 firent et/ou font partie de l'armement des policiers des pays suivants :
- Australie : la majorité des policiers australiens utilisèrent les Smith & Wesson M10 et M64 mais aussi le Smith & Wesson Combat Magnum (remplacement ensuite par les pistolets de la gamme des pistolets Glock calibre .40 S&W).
- Canada : notamment les agents du service de protection de la banque du Canada et la GRC (remplacement ensuite par le Smith and Wesson 5946)
- France : Convoyeurs de fonds, Banque de France, les Voyages officiels, la PJ et polices municipales pour le M10 seul.
- Hong Kong : Royal Hong Kong Police
- Irlande
- Israël : Police d'Israël plus copie locale (Revolver IMI 9 mm)
- Macao
- Malaisie : le M15 fut longtemps en service dans la Police royale malaisienne avant d'être remplacé par des Beretta Px4.
- Nouvelle-Zélande
- Royaume-Uni : la plupart des services de Police britannique et du Commonwealth utilisèrent des S&W .38-200 British service (calibre .380 Mk II). Mais la Police londonienne acheta des M10.
- Singapour
- Thaïlande

## Copie chinoise
À partir de 1942, les États-Unis livrèrent des Model 10 aux troupes du Guomindang. Durant la guerre civile chinoise, il arma notamment Liu Shaoqi.
Norinco, depuis les années 2000, fabrique un revolver NP50 copiant le M64 (long de 24 cm pour une masse de 1 kg et un canon de 10 cm).

## Sources
- (en) Cet article est partiellement ou en totalité issu de l’article de Wikipédia en anglais intitulé « Smith & Wesson Model 10 » (voir la liste des auteurs) complété par la lecture de :
- L. Sérandour, Les Armes de poing modernes, Balland, 1970
- P. Cantegrit & R. Caranta, Les Armes de votre défense, Balland, 1977
- Catalogue Smith & Wesson 1994
- R. Caranta, L'Aristocratie du Pistolet, Crépin-Leblond, 1997
- J. Huon, Encyclopédie de l'Armement mondial, tome 3, Grancher 2012.
- « Revolver Smith & Wesson Model 10 : Tir et histoire » sur la chaine Youtube Le Feu aux Poudres